# (74029) 1998 HR19
(74029) 1998 HR19 – planetoida z pasa głównego asteroid okrążająca Słońce w ciągu 3,6 lat w średniej odległości 2,35 j.a. Odkryta 18 kwietnia 1998 roku.